# TV Norte Rondônia
TV Norte Rondônia é uma emissora de televisão brasileira sediada em Porto Velho, capital do estado de Rondônia. Opera no canal 13 (36 UHF digital), é afiliada ao SBT. Pertence ao Grupo Norte de Comunicação, sendo parte da rede regional TV Norte.

## História

#### TV Allamanda (1988-2024)
A TV Allamanda foi inaugurada em julho de 1988, retransmitindo a programação do SBT, através do canal 8 VHF, migrando anos depois para o canal 13 VHF. Seu primeiro programa local foi o Estúdio Aberto, apresentado por Sérgio Valente. Em 1990, estrearam o telejornal TJ Allamanda e o jornalístico Bronca Livre, que teve como apresentadores Francisco Rangel e Marcelo Reis.
Em 26 de dezembro de 2009, a sede da TV Allamanda sofreu um incêndio que destruiu o estúdio principal, em razão de um curto-circuito ocorrido após uma descarga elétrica. A programação ficou comprometida, de modo que a emissora precisou improvisar cenários em outras partes do prédio. Após um ano de reformas, a emissora retomou suas operações normais em 2011, ao mesmo tempo em que estreou uma nova programação local, substituindo o Allamanda Hoje pelo Allamanda Revista.

#### TV Norte Rondônia (2024-presente)
Em 21 de novembro de 2023, a TV Allamanda foi adquirida pelo Grupo Norte de Comunicação, uma empresa com sede na região amazônica. O Grupo Norte de Comunicação é responsável pelas afiliações do SBT nos estados do Acre, Amazonas, Tocantins e Roraima, além de ser a afiliada da Band em Roraima. Em 29 de dezembro, foi divulgado que a emissora passaria a adotar o nome TV Norte Rondônia, alinhando-se aos protocolos estabelecidos pelo Grupo Norte. A alteração oficial entrou em vigor em 31 de janeiro de 2024.

## Sinal digital
| Canal virtual | Canal digital | Resolução de tela | Programação                                      |
| ------------- | ------------- | ----------------- | ------------------------------------------------ |
| 13.1          | 36 UHF        | 1080i             | Programação principal da TV Norte Rondônia / SBT |

Transição para o sinal digital
Com base no decreto federal de transição das emissoras de TV brasileiras do sinal analógico para o digital, a TV Norte Rondônia, bem como as outras emissoras de Porto Velho, cessou suas transmissões pelo canal 13 VHF em 14 de agosto de 2018, seguindo o cronograma oficial da ANATEL.